# تورشل، استان پدلاسکی
تورشل، استان پدلاسکی (به لاتین: Turośl, Podlaskie Voivodeship) یک منطقهٔ مسکونی در لهستان است که در Gmina Turośl واقع شده‌است.

## خصوصیات
تورشل ۱٬۵۰۰ نفر جمعیت دارد.